# Storey County
Storey County är ett administrativt område i delstaten Nevada, USA. År 2000 hade countyt 32 485 invånare. Den administrativa huvudorten (county seat) är  Virginia City. 

## Geografi
Enligt United States Census Bureau så har countyt en total area på 683 km². 682 km² av den arean är land och 1 km² är vatten. 

### Angränsande countyn
- Washoe County, Nevada - nord, väst
- Lyon County, Nevada - syd, öst
- Carson City, Nevada - sydväst

## Städer och samhällen
- Gold Hill
- Virginia City